# Наталія Шредер
Наталія Шредер (пол. Natalia Szroeder; 20 квітня 1995, Битів, Польща) — польська співачка, авторка пісень і телеведуча. Популярність у Польщі Наталія здобула завдяки своїм спільним виступам з репером Лібером, з яким вона виконала пісні «Wszystkiego na raz» і «Nie patrzę w dół» в 2012—2013 роках.

## Життєпис

### Дитячі роки
Народилася в Битові. Виросла в невеликому померанському селі Пархово, в родині з музичними традиціями разом з двома братами і сестрою. Мати співачки, Іоанна, була учасницею кашубського народного ансамблю Модракі, засновником і художнім керівником якого був дід Наталії — Вальдемар Капішка. Батько Наталії Яромир був засновником театру «Діалог», в якому Шредер виступала, коли їй було лише десять років.

### Початок кар'єри. Виступи з Лібером
Першою помітною в межах Польщі роботою став опублікований 24 березня 2012 року на каналі YouTube відеокліп на пісню «Potrzebny je drech» кашубською мовою, написану Веронікою Корталс, на слова Томаша Фопке. У липні того ж року вона випустила свій дебютний сольний сингл «Jane», музику і слова для якого написав Марек Косцікевіч. Того ж року вона почала працювати з Лібером, з яким записала пісню «Wszystko na raz».

### Танці з зірками. Перший сольний альбомNatinterpretacje
У травні 2015 року Наталія була в польській колегії журі 60-го конкурсу пісні «Євробачення». Її фаворитом був переможець Монс Сельмерлев з піснею «Heroes»[19]. Восени того ж року Наталія Шредер бере участь у четвертому сезоні розважальної програми «Twoja twarz brzmi znajomo» (Твоє обличчя мені знайоме), що транслюється на приватному польському телеканалі Polsat. Після перемоги в п'ятому епізоді даного шоу, в якому Наталія грала роль Вїтні Г'юстон, вона отримала чек на 10 000 злотих, які негайно пожертвувала Фонду «Сланечко». Незважаючи на в цілому позитивні відгуки про виступи на конкурсі, Наталія в підсумку посіла лише сьоме місце.
9 лютого 2016 року стало відомо, що Наталія з піснею «Lustra» збирається брати участь у польському попередньому відборі на 61-й конкурс пісні Євробачення в Стокгольмі. Кілька днів по тому вона була в списку артистів, які пройшли кваліфікацію у фінальну частину конкурсу. 5 березня вона виступила на фінальному концерті, але зайняла лише п'яте місце, отримавши всього 4,20 % голосів.
У серпні 2016 року Наталія випустила другий сингл «House of Cards» і розпочала роботу над своїм дебютним альбомом Natinterpretacje, для якого вона написала велику частину музики і пісні. Альбом дебютував на 15-му місці в польських чартах OLiS і в результаті отримав золотий статус з продажами більше 15 000 копій.
З 3 березня по 12 травня 2017 року Шредер брала участь у сьомому сезоні польської версії програми «Танці з зірками» («Dancing with the Stars. Taniec z gwiazdami») на каналі Polsat. Її партнером по танцях був Ян Климент, з яким Наталії вдалося виграти фінал конкурсу.

## Дискографія
| Рік  | Альбом | Позиції в чартах | Сертифікації   |
| Рік  | Альбом | POL              | Сертифікації   |
| ---- | --- | ---------------- | -------------- |
| 2016 | Natinterpretacje - Випущений: 28 жовтня 2016 - Лейбл: Warner Music Poland - Формати: CD, цифрове завантаження | 15               | - POL : Золото |

Сингли
| Назва                                  | Рік  | Позиції в чартах | Позиції в чартах      | Продажі         | Сертифікації              | Альбом                     |
| Назва                                  | Рік  | POL (airplay)    | POL (airplay nowości) | Продажі         | Сертифікації              | Альбом                     |
| -------------------------------------- | ---- | ---------------- | --------------------- | --------------- | ------------------------- | -------------------------- |
| «Jane»                                 | 2012 | –                | 2                     |                 |                           | –                          |
| «Tęczowy»                              | 2013 | –                | 1                     |                 |                           | –                          |
| «Nie pytaj jak (Young Stars Festival)» | 2014 | –                | 3                     |                 |                           | –                          |
| «Samosiejka»                           | 2015 | –                | –                     |                 |                           | –                          |
| «Lustra»                               | 2016 | 6                | 1                     | - POL: 40 тис.+ | - POL: 2× платиновий диск | Natinterpretacje           |
| «Domek z kart»                         | 2016 | 19               | 3                     | - POL: 10 тис.+ | - POL: золотий диск       | Natinterpretacje           |
| «Powietrze»                            | 2016 | 9                | 2                     | - POL: 20 тис.+ | - POL: платиновий диск    | Natinterpretacje           |
| «Zamienię Cię»                         | 2017 | 4                | 1                     | - POL: 20 тис.+ | - POL: платиновий диск    | Natinterpretacje           |
| «Zaprowadź mnie»                       | 2017 | 26               | 3                     |                 |                           | Tarapaty (звукова доріжка) |
| «Parasole»                             | 2018 | 42               | 3                     | - POL: 20 тис.+ | - POL: платиновий диск    | –                          |
| «Nie oglądam się»                      | 2019 | 26               | 1                     |                 |                           | –                          |
| «Nie mów nic»                          | 2019 | –                | –                     |                 |                           | –                          |
| «–» сингл не був записаний             |      |                  |                       |                 |                           |                            |

У співпраці
| Назва                                                   | Рік  | Позиція в чартах | Позиція в чартах      | Альбом         |
| Назва                                                   | Рік  | POL (airplay)    | POL (airplay nowości) | Альбом         |
| ------------------------------------------------------- | ---- | ---------------- | --------------------- | -------------- |
| Лібер — «Wszystkiego na raz» (за участі Наталії Шредер) | 2013 | 2                | 1                     | Duety          |
| Лібер — «Nie patrzę w dół» (за участі Наталії Шредер)   | 2013 | 2                | –                     | Duety          |
| «Teraz ty» (з Лібером)                                  | 2014 | 4                | 1                     | –              |
| «Porównania» (з Лібером)                                | 2015 | –                | 4                     | –              |
| «Jesień» (з Quebonafide)                                | 2020 | –                | –                     | ROMANTICPSYCHO |
| «–» сингл не був записаний                              |      |                  |                       |                |

Інші
| Альбом                                                               | Рік  | Твір                                                                                          | Джерело |
| -------------------------------------------------------------------- | ---- | --------------------------------------------------------------------------------------------- | ------- |
| Вероніка Корталс — Na wiedno                                         | 2009 | «Redosny dzéń» (за участі Наталії Шредер)                                                     | [ 28 ]  |
| Najpiękniejsze polskie kolędy (збірка)                               | 2010 | Вероніка Корталс і Наталія Шредер — «Dzysô z Betlejem»                                        | [ 29 ]  |
| Лібер — Duety                                                        | 2013 | «Wszystkiego na raz» (за участі Наталії Шредер) «Nie patrzę w dół» (за участі Наталії Шредер) | [ 30 ]  |
| TARTA z truskawkami kaszubskimi (збірка)                             | 2014 | Наталія Шредер — «Potrzebny je drech»                                                         | [ 31 ]  |
| Rafał Brzozowski — Moje serce to jest muzyk, czyli polskie standardy | 2016 | «Kochać» (за участі Наталії Шредер)                                                           | [ 32 ]  |

## Відеографія
| Назва                                                   | Рік  | Режисер/продюсер           | Альбом                        | Джерело |
| ------------------------------------------------------- | ---- | -------------------------- | ----------------------------- | ------- |
| «Potrzebny je drech»                                    | 2012 | –                          | Natinterpretacje              | [ 33 ]  |
| «Jane»                                                  | 2012 | –                          | –                             | [ 34 ]  |
| «Tęczowy»                                               | 2013 | –                          | –                             | [ 35 ]  |
| «Nie pytaj jak (Young Stars Festival)»                  | 2014 | Smoła Studio               | –                             | [ 36 ]  |
| «Teraz ty» (з Лібером)                                  | 2014 | Адам Гавенда               | –                             | [ 37 ]  |
| «Lustra»                                                | 2016 | Міхал Квятек               | Natinterpretacje              | [ 38 ]  |
| «Domek z kart»                                          | 2016 | Даріуш Шерманович          | Natinterpretacje              | [ 39 ]  |
| «Powietrze»                                             | 2016 | Адам Гавенда               | Natinterpretacje              | [ 40 ]  |
| «Zamienię Cię»                                          | 2017 | Адам Гавенда               | Natinterpretacje              | [ 41 ]  |
| «Parasole»                                              | 2018 | Адам Гавенда               | Prosto                        |         |
| «Nie oglądam się»                                       | 2019 |                            | Prosto                        |         |
| «Nie mów nic»                                           | 2019 | Адам Романовський          | Prosto                        |         |
| За участі                                               |      |                            |                               |         |
| Лібер — «Wszystkiego na raz» (за участі Наталії Шредер) | 2013 | –                          | Duety                         | [ 42 ]  |
| Лібер — «Nie patrzę w dół» (за участі Наталії Шредер)   | 2013 | cam-L Studio, DL Promotion | Duety                         | [ 43 ]  |
| Інші                                                    |      |                            |                               |         |
| Вероніка Корталс і Наталія Шредер — «Dzysô z Betlejem»  | 2010 | –                          | Najpiękniejsze polskie kolędy | [ 29 ]  |